# فوه (مدينة)
فوّه(بالقبطية ⲃⲟⲩⲁ) مدينة مصرية تلقب باِسم مدينة المساجد، تقع في أقصى شمال مصر، وتتبع محافظة كفر الشيخ إدراياً، والمدينة عاصمة مركز فوه. تقع فوه أقصى شمال وسط الدلتا وتطل على فرع رشيد أحد فرعي نهر النيل. تبعد عن مدينة القاهرة مسافة 181 كيلومتراً جهة الشمال، وعن مدينة الإسكندرية 98 كيلومتراً جهة الشرق.

## جغرافيا

### الموقع الجغرافي
تقع مدينة فوه أقصى غرب محافظة كفر الشيخ حيث يحدها:
- من الشمال: مركز مطوبس.
- من الشرق: مركزي دسوق وسيدي سالم.
- من الغرب: مركز المحمودية بمحافظة البحيرة.
- من الجنوب: نهر النيل - فرع رشيد، ومدينة المحمودية بمحافظة البحيرة.[5]

## تاريخ

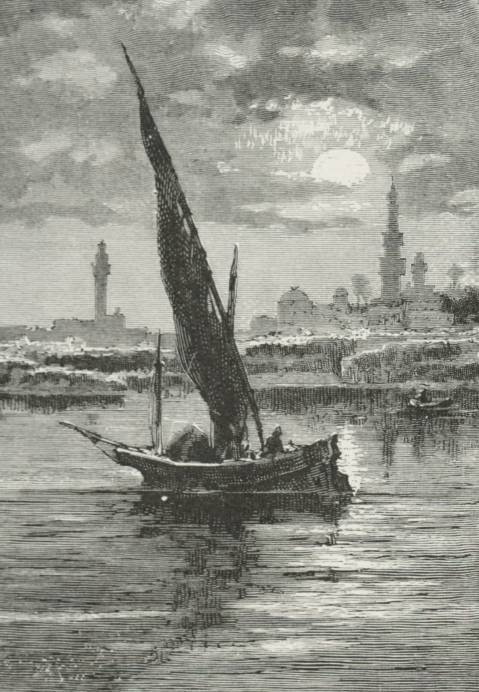
رسم للنيل في مدينة فوه سنة 1878م

### العصر الاسلامى
ازدهرت مدينة فوه في العصر الإسلامي نتيجة لعاملين أساسيين هما:

#### الإدارة
ففي خلال العصر الفاطمي ومع التغيرات الإدارية التي طرأت في زمن المستنصر بالله مع دمج الكور الصغرى في عدد أقل من الكور الكبري تبرز مدن جديدة متطورة عن اصلها السابق كقري ولعلها كانت من قبل الفتح العربي مدنا ثم استعادت سابق عهدها حين تصبح قصبات للكور الكبرى مثال ذلك مدينة فوه وكذا دمنهور الوحش.
أما في العصر الايوبي فيذكر المقريزي «وأما منذ أيام صلاح الدين يوسف بن أيوب فإن أراضي مصر كلها صارت تقطع للسلطان وأمرائه وأجناده» أما عبرة فوه المزاحمتين وجزيره بني نصر طبقا لما ورد في روك صلاح الدين عام 572 هــ كان مقدارها 646 و 112 بالدينار الإقطاعي وقد تأثرت فوه في العصر الأيوبي بالصراع الإسلامي الصليبي الحربي فانه على الرغم من تركز الصراع الحربي على الجبهة الشمالية الشرقية للدلتا إلا أن فرع رشيد قد اتخذ طريقا لاحدي الحملات الصليبية الحربية التي سلكته حتي فوه سنه 600 هـ حيث أقامت عده أيام تنهب المدينة ويذكر الذهبي عن هذه الحادثة مايأتي (فيها «أي سنة هـ» دخلت مراكب الفرنج الي فوه فاستباحوها ورجعوا) وقد تلي الروم الصلاحي الروك الحسامى سنه 617 هـ في سلطنه حسام الدين لاجين ثم الروك وقد تناوله المقريزي بشي من التفضيل فيذكر أن الملك الناصر محمد بن قلاوون رأي في سنه 715 هـ أن اقتطاعات المماليك البرجية كثيرة ففكر هو والقاضي فخر الدين محمد بن فضل الله ناظر الجيش ان يروك البلاد وتقسيمها إلى قطاعات...) وطبقا للروم الناصري تحولت الكور إلى اعمل كان منها عمل فوه والمزاحمتين وعدد نواحيه 16 مساحته بالفدان الإقطاعي 12,927 بالفدان الحديث 18,248 والعبرة المقدرهة على الإقليم 56,846 بالدينار الإقطاعي.
ويحدد لنا القلقشندي عمل فوه والمزاحمتين قائلا (وهو ماجاور خليج الإسكندرية من جهة الشمال إلى البحر الرومي بعضه بالبر الشرقي من النيل وليشس بها ولايه وانما يكون بها شاد خاص يتحدث في كثير من امور الولاية وهي في الحقيقة كاخميم مع قوص). وقد ريكت البلاد في عهد السلطان شعبان في شوال سنه 777 هـ مارس 1376م وقد أفراد له ابن الحيعان كتابا خاصا أسماه (التحفه السنية بأسماء البلاد المصرية) ذكر فيه أقاليم مصر وما بها من بلدان مرتبة على حروف المعجم ومن الأقاليم التي ذكرها ابن الجيعان إقليم فوه والمزاحمتين والبلاد التي تتبع هذا الإقليم وهي اتفينه – الجزاير – العطف – المعلفية – بورنباره – جزيرة الذهب – حوض الخولي – والبسقيل – دماليج – ديبي – بيشا – سنديون – محله العلوي – محله الأمير – منية بني مرشد –منية حماد – نطوبس الرومان وعند الأخيرة يقول (وهذا آخر إقليم فوه) وطبقا لما ورد في التحفة السنية نستطيع ان نضع تصورا لإقليم فوه والمزاحمتين في العصر المملوكي.
هذا واستمرت فوه في العصر العثماني كمركز إداري، وفي سنة 1826م أنشئ قسم بلاد الارز غربا وجعلت فوه مقرا له لأنها أكبر قراه وأعمرها، وفي سنة 1871 م سمي مركز فوه لوجود المركز بها وكانت في ذلك الوقت تتبع مدرية الغربية وعندما انشئت محافظة كفر الشيخ صارت احدي مدنها.

#### التجارة
لعب العامل التجاري دورا مهما في ازدهار مدينة فوه في العصر المملوكي بصفة خاصة، فقد اهتم سلاطين المماليك بالتجارة والتي كانت تمثل موردا هاما من موارد الاقتصاد المصري في ذلك العصر، وكان السلاطين يصدرون بين وقت وآخر مراسيم تحث نظار الثغور على معاملة التجار معاملة حسنة، وتشمل هذه نصائح وتوجيهات ومنها مراسيم صادرة من السلطان قلاوون، ومن المراسيم الصادرة من السلطان المملوكي لناظر ثغر الإسكندرية وفوه والمزاحمتين مرسوم نصه كما يلي:-
«الحمد لله الذي أصحك الثغور بعد عبوسها، ورد لها جمالها وأنار افقها بطلوع شموسها، وأحيا معالم الخير فيها، وقد كادت ان تشرف على دروسها، واقام لمصالح الامه من يشرق وجه الحق ببياض آرائه وتلتذ الأسماع بتلاوته أو صافه الجميلة، حمد من اسبغت عليه النعماء وتهادت اليه الآلاء وخطبته لنفسها العلياء... ولما كان المجلس السامي القاضي الأجل، الصدر، الكبير الرئيس الأوحد ذخر الدولة رضي الملوك والسلاطين الحسين بن القاضي زكي الدين أبي القاسم – ادم الله رفعته – رسم بالأمر العلي المولوي، السلطاني الملكي، أن يفوض اليه نظر الإسكندرية المحروس ونظر متاجره، ونظر زكواته ونظر صادره، ونظر فوه والمزاحمتين فيقدم خيره الله تعالي ويباشر هذا المنصب المبارك بعزماته الماضية وهممه العالية ويقرر قواعده بعالى همته، ويجتهد في تحصيل أمواله وتحصين ذخائره واستخراج زكاته وتنميه متاجره، ومعاملة التجار الواردين اليه بالعدل والرفق الذي كانوا ألفوا منه، والرفق الذي نقلوا أخباره الساره عنه، فانهم هايا البحور، ودوالية الثغور ومن ألسنتهم يطلع ماتجنه الصدور، واذا بذر لهم الحب الإحسان نشروا له أجنحة مراكبهم وحاموا عليه الطيور، ولايسلك بهم حالة توجب لهم القلق والتظلم والمقت، وليواصل بالحمول الي بيت الله المعمور، وليملأ الخزائن السلطانية من مستعملات الثغر وأمتعته وأصنافه بكل مايستغنى به عن الواصل في البرور والبحور، وليصرف همته العالية الي تدبير أحوال المتاجر بهذا الثغر بحيث ترتفع رؤوس أموالهم وتنمى» كما انشأوا العديد من الوكالات والفنادق والخانات لراحه التجار.

## فترات التطور والتدهور
وقد اعتبر الباحثين الإسلاميين مدينة فوه من المدن الذاتية التي نمت وتطورت عبر فترات تاريخية طويلة لعدة ظروف تتعلق بموقعها الجغرافي ومكانتها التجارية لكونها على طرق النقل والتجارة. أما النوع الثاني من المدن المخلوقة كان انشاؤها مرتبطا بأمر من الدولة أو الأميركي تكون عاصمة للدولة أو مقر للأمير وقد يرتبط وجود هذه المدينة بالدولة أو الأمير كسامرا وبغداد والزهرة وقد جاء ازدهار مدينة فوه في العصر المملوكي عقب حفر خليج الإسكندرية فيذكر المقريزي «انه حسن للسلطان الناصر محمد بن قلاوون وذكر له ما في ذلك من منافع أولهما الغلال وأصناف المتجر إلى إسكندرية في المراكب وفي ذلك توفير للكلف وزيادة في مال الديوان وثانيها عمارة ما على جانبي الخليج من الأراضي بانشاء الضياع والسواقي فينمو الخراج بهذا نموا كبيرا وثالثها انتفاع الناس به في عمارة بساتينهم وشرب مائه فأعجب بذلك السلطان» وأمر بحفر خليج الإسكندرية من بحر فوه في مدة أربعين يوما عمل فيه فوق مائة الف رجل من أهل النواحي فاستجد عليه هدة سواقي وعمرت هناك الناصرية ونقل إليها المقداد بن شماس بأولاده وعدتهم مائة ولد ذكر واستمر الماء طول السنة بخليج الأسكندرية وكان أول من حفر خليج الإسكندرية الاسكندر ليمد مدينة الإسكندرية بالمياه وكان الخليج يبدأ فمه إلى الشمال من فوه وتغير فم الخليج أربعة مرات حتي عصر الناصر والجزء الجديد يمتدد من العطف على الشاطئ الغربي لمدينة فوه حتي يلتقي بمجري الخليج القديم عند كفر الحمايدة (شمال دمنهور) وسمى هذا الجزء الجديد الخليج الناصري ومن الأسباب التي دفعت الناصر محمد بن قلاوون إلى حفر الخليج الناصري بالأضافة إلى ما ذكره المقريزي:-
1- العيوب الملاحية لمصب رشيد في البحر وهو مأكد الجغرافيين المسلمين حيث يذكر البكري وهو يصف الطريق من رشيد إلى إسكندرية (وتيسر من مدينة رشيد إلى مصب النيل في البحر وهو موضعنا مخوف على السفن، فأن أمواج البحر تعظم هنا مع قوة جريان النيل فيثير ذلك أكوام رمال تحت الماء فربما حمل شدة جريان الماء السفن إلى تلك الرمال فهلكت) وقد ذكر أبوالفدا عن هذا المصب «ان السفن تخافه عند طلوعها منه من البحر» مما عزز ضرورة حفر خليج جانبي من الإسكندرية إلى فرع النيل الغربي لنقل البضائع عن طريق السفن فيه إلى القاهرة.
2- فضلا عن ذلك فقد اتخذت مدينة رشيد في العصر الايوبي والمملوكي صفة حربية نتيجه الحروب الصليبية وتعرض السواحل الشمالية لمصر لهجمات القراصنة وقد اقام بها المماليك العديد من المنشآت الحربية منها قلعة قيتباى وأما فوه فهي تبعد عن الساحل بمقدار يجعلها في مأمن من الهجمات الحربية الا فيها ندر
3- امداد مدينة الإسكندرية بمياه النيل العذبة وخاصة وأن الخليج قد أهمل وردم قبل عهد الناصر ويذكر عن ذلك شهاب الدين يحيى بن فضل الله العمري ت 749 هـ مايلي:
«والإسكندرية لها بحر خليج من النيل تصل فيه المراكب من مصر اليها ومنها إلى مصر وفي أوان زيادة النيل يمتلئ هذا الخليج ويمتد إلى صهاريج داخل المدينة معدة لختزان الماء بها لشرب أهلها نافذة من بعض الدور إلى بعض يمكن النازل إلى صهريج منها الصعود من أي دار اختار وتحت تلك الصهاريج الآبار عليها طبقة الصهاريج عليها طقة البناء».
وظل الماء يجري في الخليج طيلة العام إلى ما بعد 770 هـ حيث انقطع دخول الماء فيه الا أيام الزيادة وذلك أمر لأشرف برسباي بحفره في سنه 826 هـ وانتهى ذلك في تسعين يوما وكانت فوه في القرن 15 م مستودعا للتجارة التي كانت بين الإسكندرية والقاهرة حيث تأتى القوافل من داخل أفريقيا وبلاد العرب وبالإضافة الي ذلك فيمكن اعتبار موقع فوه من مواقع المعابر باعتبار وجود جزيرتها التي تقترب بين ضفتي النهر ووجود المعدية أيضا التي ترتبط بين الطريق البري في وسط الدلتا وغربها وصارت الحركة التجارية بين الإسكندرية وفوه والقاهرة فازدهرت المدينة وليس أدل على ازدهارها ماورد بالمرسوم الرخامي بقبة أبو النجا بفوه والذي يرجع الي عصر السلطان الأشرف برسباى فقد ذكر فيه عبارة (فوه الثغر المحروس) وكذلك عددت فيه بعض أسماء طوائف التجار بالمدينة مثل الحمويين والحلبيين وغيرهم ويذكر الرحالة بلون عن مدينة فوه في القرن الخامس عشر أنها كانت في غاية العمارة والرواج التجاري حتى أنها كانت تعد أعظم المدن المصرية بعد القاهرة وأرجع أن السفن كانت ترسو في مدينة فوه في الجزء الشمالي منها الممتد من مسجد القناوي إلى مسجد أبو النجاة علي شاطئ النيل وذلك لثلاثة أسباب وهي: -

1- صعوبة رسو السفن عند منحدر التل الأثري في النصف الجنوبي من المدينة بينما النصف الشمالي أرض منبسطة يسهل اقامة أرصفة بها. وكذلك شحن وتفريغ السفن من البضائع.
2- الارتفاع الشاهق لمئذنتي القناوي وأبو النجا وخاصة مع كثرة مساجد مدينة فوه ومآذنها لبعضها البعض بل لقد وصل ارتفاع مئذنة مسجد أبو النجاة (تهدمت) عن أرض الجامع 80 متر ومن الطريف أنه يخرج من الهلال النحاسي الذي يعلو قبة أبو النجاة عمود حديدي يحمل سهما من الخشب لتحديد اتجاه الرياح وما زالت بقايا هذا السهم موجودة.
3- المرسومان الرخاميان المثبتان في جدار قبة أبو النجا وكلاهما يتعرض في موضوعه للحركه التجارية بالمدينة في العصر المملوكي.

وقد انتشرت معاصر الزيتون وطواحين الغلال بفوه في العصر المملوكي، كما ذكر المقريزي في خططه أنها اشتهرت بإنتاج الورق الذي عرف بالورق الفوي وذكر أيضا في كتابه السلوك في معرفة دول المملوك أنه كان بها دار لضرب الفلوس النحاسية (نوعا من العملات)
ولكن دوام الحال من المحال فيذكر على باشا مبارك في خططه (... ثم لما أهمل خليج إسكندرية وكثر طميه تعطل سير السفن وتحولت التجارة عنه وصارت تتبع فرع رسيد إلى الإسكندرية من المالح فكان ذلك سببا في ثروة رشيد وعمارتها وتقهقرت مدينة فوه) ونقل قناصل أوروبا مقارهم نتيجة لذلك وقد كانوا من قبل يقيمون في فوه) وليس معني تحول التجارة عن فوه إلى رشيد في العصر العثماني أن أهملت في ذلك العصر فقد أنشأ الوزير سيمين على باشا عام 956 هـ / 1549م عددا من الخانات بفوه.
ويصف العالم الفرنسي سواري ماآل اليه الحال فوه في القرن 18م (1777م) وهو قد ساح في مصر فقد رأي أغلب حارات المدينة متعطلة عن الحركة وتهدم أكثر مبانيها وحصل الخراب في مساجدها ولم يكن بها إذ ذلك غير قليل من السكان.

ولم تزل فوه تتقلب في الحوادث مرة تتقدم ومرة تتأخر ففي عهد محمد على وخلفاؤه ازدهرت مدينة فوه مرة أخرى بعد أن قام محمد علي بأنشاء ترعه للملاحة تسير فيها السفن المشحونة بالغلال وغيرها من منتجات البلاد إلى الإسكندرية عن طريق فرع النيل الغربي دون أن تمر ببوغاز رسيد لكثرة مايقع فيه من حوادث الغرق وحفرت الترعة في نفس مجري خليج الإسكندرية مع بعض التعديلات الطفيفة وسميت الترعة باسم المحمودية تيمنا بالسلطان محمود الثاني ولم يتوقف الأمر عند هذا الحد بل لقد أنشأ محمد على بفوه العديد من المنشآت الصناعية منها مضرب للأرز تدير الثيران مدقاته ومصنع للطرابيش وآخر لغزل القطن وقد جددت العديد من مساجد فوه في عهده وعهد خلفائه وسوف يأتي تفصيل ذلك في حينه.
وما زالت بعض شوارع مدينة فوه تحتفظ بأسمائها القديمة مثل شارع ساحة الغلال وداير الناحية وشارع سوق الديوان وشارع النحاسين.

### سبب تسمية مدينة فوه
الأصل التاريخي
من المقترح أن تسمية فوه بهذا الاسم يرجع إلى اسم أحد احفاد يعقوب وكذلك مركز الحامول وهذان الأسمان موجود فوة وحامول معروف لاثنين من أحفاد يعقوب ومدون في الكتاب المقدس إلى الآن.وهذا هو الظن الراجح للتسمية.مع احترامنا لباقي أسباب التسمية التالية الموجودة بالموقع الرسمي للمدينة.
كانت مدينة فوه عاصمة لإحدى عواصم مملكة الشمال الذي كان يسمى (واع إمنتي). وكانت تسمى في العصر الفرعوني (متليس). وفي العصر اليوناني والروماني كانت تسمى (POE) بوي أو مدينة الأجانب. وسبب ذلك أنها كانت مقر القناصل التجاريين والتجارة الأجنبية لأنها كانت ميناء هام علي الفرع البلوتيني أو فرع رشيد.
أما عن اسم فوه الحالي فيذكر اميلينو في جغرافيته ناحية باسم poei وردت في بردية روميه نصهل «تصنع خيرا ان تحضر تجدنا في بوي لانه يجب علينا الذهاب للسفر بحرا نحوا اللك ان» وهذه البرديه ترجع لسنه 123 ق.م وقد قرر محمد رمزي ان بوي المذكورة في هذه البردية هي الاسم القديم لمدينة فوه وقد فلبت الباء فاء كما قلبت في فاو والفيوم وادفو من المدن المصرية القديمة
 ويذكر ياقوت الحموي فوه قائلا: فوه بالضم ثم التشديد بلفظ الفوه العروقه التي تصبغ بها الثياب الحمر ! بليدة على شاطئ النيل من نواحى مصر قرب رشيد بينها وبين البحر نحو خمسه فراسخ أو ستة وهي ذات أسواق ونخل كتير وقد وردت فوه في نزهه المستاق مدينة حسنة على فرع النيل الغربي كثيرة الفواكه والخصب وبها تجارات وكذا وردت في قوانين الدواوين لابن مماتي.
تشتهر قري المركز بالزراعات التقليدية مثل: القطن والأرز والقمح. ولكن مدينة فوة تتميز بنشاطها الحرفي والصناعي فلها شهرة كبيرة في صناعة السجاد والكليم والجوبلان والطوبس، الذي يلقي رواجا وإقبالا في أمريكا ودول أوروبا الغربية. أدي موقع مدينة فوة المتميز علي طريق رئيس يربط دسوق بمطوبس في موقع متوسط منه وموقع مقابل لمدينة المحمودية (بحيرة) علي الجانب الأخر من فرع رشيد إلى ازدهار التجارة بالمدينة وإلى علاقات متميزة بالمراكز والمدن المجاورة.
تاريخ المدينة يؤكد مكاناتها التجارية المتميزة ليس فقط علي المستوى المحلي وإنما علي المستوى العالمي،
حيث كانت مآذن مساجدها تستخدم منارات للسفن القادمة بالبضائع من دول البحر المتوسط، ويدل علي ذلك المنشآت التجارية الباقية حتى الآن مثل ربع الخطايبة الذي كان يستخدم لإقامة التجار القادمين وبه أماكن للحفاظ علي بضائعهم ومجموعة من الوكالات التي كانت تستخدم لعرض البضائع.
والأثار لا تدل فقط على مكانة فوة التجارية وانما أيضا على ما كانت تشتهر به من صناعات مثل الكتان والطرابيش والنحاس. وهذه الصناعات كانت مزدهرة في عصر محمد علي وكانت تفي باحتياجات الجيش والمواطنين.

## السكان
بلغ عدد سكان مدينة فوه 64,290 نسمة، حسب الإحصاءات الرسميّة لعام 2006.

## التقسيم الإداري
مدينة فوه: عاصمة المركز.
يضم المركز 4 وحدات قروية رئيسية: قبريط، سنديون، السالمية، أبو دراز.
القرى الرئيسية وتوابعها: 5 قري توابع، 64 عزبة.
قبريط: (منية الأشراف/السالمية / الفتوح – الروضة / المنشية /– عربان).
سنديون: (شمشيرة).
السالمية: ليس لها توابع.

## المساجد المتعددة والتكية الخلوتية
تعتبر ثروة للبشرية عامة اهتمت الدولة بالحفاظ عليها حيث تم ترميمها في إطار المشروع القومي لترميم آثار فوة الذي نفذت منه مرحلتان حتى الآن بتكلفة 6 ملايين جنية والدولة بصدد تنفيذ المرحلة الثالثة للحفاظ علي ما تبقي من آثارها. وتعتبر مدينة فوة متحفا مفتوحا بشوارعها التي تحتوى علي العديد من المنازل القديمة ذات الطابع المعماري الإسلامي.
حيث أفاض الله بنعمه المتعددة على مدينة فوه مما جعلها متميزة فالصناعات الحرفية على مدي تاريخها وإلى اليوم ولمنتجاتها طلب مستمر من شعوب العالم لتميزها والاثار الإسلامية التي تدل على تدين اهلها وتعدد أنشطتهم. ونهتم في الوقت الراهن بتنفيذ توجيهات السيد المستشار / محافظ كفر الشيخ باستغلال هذه المميزات التي تنفرد بها المدينة من صناعات السجاد والجوبلان والطوبس إلى الآثار إلى مناظرها الجميلة والطبيعية الخلابة بها.
نهدف إلى استثمار كل ذلك في الترويج للسياحة حيث احتلت مدينة فوة مكانها بين الأماكن السياحية بمصر خاصة بعد أن رشحتها منظمة اليونسكو لتكون المدينة ذات المركز الثالث بعد القاهرة ورشيد لاحتوائها على عدد كبير من المساجد والآثار الإسلامية.
وفي هذا المجال فإن هناك مخططا يعد لتطوير المدينة وتجميلها واستغلال الأماكن الجميلة بها والاهتمام بالمناطق الآثرية والإكثار من الحدائق والمتنزهات وتطوير البنية الأساسية من كهرباء ومياه وصرف صحي وطرق وإنشاء الفنادق وأماكن
الترويج والتنزة والتنسيق الكامل مع كل من هيئتي الآثار وتنشيط السياحة ولعل هذا التوجه يلقي نجاحا كبيرا بفضل التعاون العظيم الذي يقدمه أبناء فوة الكرام ورجال الأعمال بها لحبهم الكبير لبلدهم.

## العادات والتقاليد
العادات والتقاليد التي يمتاز بها مركز فوه: يمتاز اهالى مركز فوه بالطيبة والسلاسة في التعامل.
كما أنه يمتاز بحسن الضيافة والمثل الفوى يقول: (فوه تحب الغريب).
أما عن أشهر المأكولات فهي:
- الفسيخ الفوى: حيث تتميز فوه بصناعة الفسيخ بطريقة صحية وشهية وللفسيخ الفوى شهرة كبيرة في مصر.
- الكبابي: وهي مشهورة عملها في المواسم والأعياد ولا يخلو منها منزل في هذه المناسبات. وهي تطهي من الأرز المطحون مع اللحم المفروم والتوابل والخضرة وتسلق وتحمر بعد ذلك.
- الدس: وتعد في أبرمة فخار وتحتوى علي الأرز المدسوس باللحم أو الطيور واللبن والسمن وتوليفه خاصه من البهارويتم طهيها بالفرن
- ورقه اللحم: وتعد من قطع معينة من اللحم والبطاطس والبصل والبهاروتطهى بطريقه خاصه.ومن أشهر واعرق المطاعم التي تقدم هذه الاصناف بمدينة فوه مطعم المصري بميدان السوق الكبير ويرجع تاريخ تأسيسه إلى عام 1903 أي منذ أكثر من 100 عام
- الكشرى: ومن الأكلات الشعبية أيضا المشهورة أيضا بها الكشري (أرز + عدس).
- محشى ورق الخس ومحشى السلق: المتعارف عليه والمشهور هو محشى ورق العنب ومحشى ورق الكرنب. ولكن أهل فوه يقومون أيضا باستخدام أوراق الخس وأوراق نبات يسمى السلق في عمل المحشى ولهم طعم شهى.

ومن الأكلات الشعبية أيضا الفول والطعمية بالزيت الحار والليمون والكمون والكسكسي مع الطيور والبط - الأوز - الديوك الرومي). ومن عادات فوه الاحتفالات بالمواسم والأعياد وبالأخص مولد محمد، يوم عاشورء وليلة النصف من شعبان وشهر رمضان وليلة القدر وعيد الفطر وعيد الأضحي. حيث يتم عمل الأكلات المشهورة وعمل الحلوى وتقام الزينات والمواكب واحتفالات بهذه المناسبة الدينية. كذلك يهتم شعب فوه بإقامة الحفلات مثل حفلة الطهور (ختان الذكور) حيث يقام شادر كبير وتدعى فيه الضيوف وتوزع الحلوى والشموع وسط الأغاني.

## الصناعة والتجارة في فوه
تشتهر قري المركز بالزراعات التقليدية مثل: القطن والأرز والقمح. مدينة فوه تتميز بنشاطها الحرفي والصناعي فلها شهرة كبيرة في صناعة السجاد والكليم والجوبلان والطوبس الذي يلقي رواجا وإقبالا في أمريكا ودول أوروبا الغربية،
وقد أدي موقع مدينة فوه المتميز علي طريق رئيس يربط دسوق بمطوبس في موقع متوسط منه وموقع مقابل لمدينة المحمودية (بحيرة) علي الجانب الأخر من فرع رشيد إلى ازدهار التجارة بالمدينة وإلى علاقات متميزة بالمراكز والمدن المجاورة.
وتاريخ المدينة يؤكد مكاناتها التجارية المتميزة ليس فقط علي المستوى المحلي وإنما علي المستوى العالمي، حيث كانت مآذن مساجدها تستخدم منارات للسفن القادمة بالبضائع من دول البحر المتوسط، ويدل علي ذلك المنشآت التجارية الباقية حتى الآن مثل ربع الخطابية الذي كان يستخدم لإقامة التجار القادمين وبه أماكن للحفاظ علي بضائعهم ومجموعة من الوكالات التي كانت تستخدم لعرض البضائع.
والأثار لا تدل فقط على مكانة فوه التجارية وانما أيضا على ما كانت تشتهر به من صناعات مثل الكتان والطرابيش والنحاس. وهذه الصناعات كانت مزدهرة في عصر محمد علي وكانت تفي باحتياجات الجيش والمواطنين. ولعل مابقي من آثار هذه الأنشطة المتميزة بالإضافة إلى الأثار الإسلامية المتعددة والمنفردة الشاخصة حتى الآن مثل: المساجد المتعددة والتكية الخلوتية.
تعتبر ثروة للبشرية عامة اهتمت الدولة بالحفاظ عليها حيث تم ترميمها في إطار المشروع القومي لترميم آثار فوه الذي نفذت منه مرحلتان حتى الآن بتكلفة 6 ملايين جنية والدولة بصدد تنفيذ المرحلة الثالثة للحفاظ علي ما تبقي من آثارها. وتعتبر مدينة فوه متحفا مفتوحا بشوارعها التي تحتوى علي العديد من المنازل القديمة ذات الطابع المعماري الإسلامي.
حيث أفاض الله بنعمه المتعددة على مدينة فوه مما جعلها متميزة فالصناعات الحرفية على مدي تاريخها وإلى اليوم ولمنتجاتها طلب مستمر من شعوب العالم لتميزها والاثار الإسلامية التي تدل على تدين اهلها وتعدد أنشطتهم. ويجب استغلال هذه المميزات التي تنفرد بها المدينة من صناعات السجاد والجوبلان والطوبس إلى الآثار إلى مناظرها الجميلة والطبيعية الخلابة بها.
يجب استثمار كل ذلك في الترويج للسياحة حيث احتلت مدينة فوه مكانها بين الأماكن السياحية بمصر خاصة بعد أن اختارتها منظمة اليونسكو لتكون المدينة ذات المركز الثالث بعد القاهرة ورشيد لاحتوائها على عدد كبير من المساجد والآثار الإسلامية. وفي العصر الإسلامي كانت مدينة فوه ذات شهرة تجارية كبيرة وبها حدائق كثيرة وبساتين فسيحة وكذلك العديد من الأسواق التجارية نتيجة لوجود صناعات يدوية شهيرة مثل:
معاصر الزيوت وطواحين الغلال وصناعة الورق الذي عرف باسم الورق الفوى ودار لضرب الفلوس النحاسية (نوع من العملات) ومضرب للأرز تدير الثيران مدقاته.
ومصنع للطرابيش ومصنعين لغزل القطن والكتان وصناعة المراكب وصناعة حبال الدوبارة من التيل والكتان وصناعة الحصر (فرش للأرضيات) من البردي، وصناعة النحاس وبالأخص الأواني النحاسية السواقي وصناعة الطوب الأحمر وزخرفة الأخشاب والأثاث بالتجميع والتعشيق والحشو والحفر وعمل زخارف هندسية.
بوابة مصنع الكتان:
كان بمدينة فوه مصنعان لغزل القطن والكتان يرجعان إلى عصر محمد علي بهما خمسة وسبعون دولابا وسبعون مشطا كانت تدبير آلاتها ستة عشرا ثورا …
وفيهما آلات لغزل الخيوط الرفيعة والسميكة ولم يبق من هذين المصنعين سوى البوابة الرئيسية وقد أطلق أهل فوه علي هذه البوابة (مالطة). وكان المصنعان يصدران جزءاً من إنتاجهما إلى أوروبا. ويرجع إنشاء هذا المصنع إلى سنة 1820م.
ومن الملاحظ أن إنشاء هذا المصنع بفوه الفضل الكبير في انتشار صناعة الجوخ والكليم بفوه فنجد أبناء فوه مهرة في صناعة الكليم والبطاطين والسجاد وغيرهما من المفروشات.

## الأثار الإسلامية بفوه
مدينة فوه تم اختيارها ضمن منظمة متاحف بلا حدود واختارتها هيئة اليونسكو لتكون محمية طبيعية باعتبارها ثالث المدن الإسلامية بعد القاهرة ورشيد.
يوجد بمدينة فوه 365 مسجد أثري وقبة ومزار وذلك تبعاً للإحصاء حتى عام 1999 فهي تعد المدينة الثالثة من حيث الآثار الإسلامية بعد القاهرة ورشيد والرابعة علي مستوى العالم في الآثار الإسلامية ومن أمثلة هذه الآثار الإسلامية ما يلي:-
1- مدرسة حسن نصر الله:-
يقول السخاوي عن هذه المدرسة (وله بفوه مدرسة حسنة علي البحر فيها خطبة وتدريس ومآثر غير ذلك) وكان لها وقف يصرف منه علي هذه المدرسة فقد تعرض حسن نصر الله لوشاية الحساد لدى السلطان الإشراف برسباي فعزل من وظيفة الخاصية وصودرت أملاكه وفي هذه المحنة نذر الأمير حسن أن يبنى لله لرجاءه واعيد له منصب الاستاذاية في عهد السلطان الظاهر سنة 842هـ (فوفي بنذرة وأقام مدرسته الجامعة بميدان (فوه) في العصر المملوكي وجددت في العصر العثماني وأنشئ المسجد سنة 1119 هــ / 1707 م.
2- مسجد الكورانية:-
ينسب المسجد إلى الشيخ أحمد محي الدين الكوراني المدفون بمقصورة خشبية بالجدار الجنوبي الغربي من المسجد وقد أنشئ المسجد سنة 1139هــ / 1726.
3- مسجد القنائي:-
ويعد هذا المسجد من المساجد المعلقة وبه أروع منابر مساجد فوه علي الإطلاق وأقيم المسجد مكان الخلوة التي أقام بها الشيخ عبد الرحيم القنائي أحد مشاهير الصوفية المصرية في العصر المملوكي أثناء زيارته للعالم سالم أبو النجا بفوه.
4- مسجد السادات السباع (السبعة):-
أنشئ هذا المسجد سنة 1144 هــ / 1731م والضريح مدفون به سبعة من الصوفية.
5-مسجد الدوبي:-
هذا المسجد يتميز أنه ليس له مأذنه وأنشئ منبر هذا المسجد سنة 1156 هـ / 1743 م
6- مسجد أبو عيسى:-
أنشئ هذا المسجد سنة 1176هــ / 1762 م وقد استغرق في إعداد منبر هذا المسجد عام كامل.
7- مسجد الشيخ شعبان:-
ويقع علي شاطئ نهر النيل وقد انشئ المنبر الخاص بهذا المسجد سنة 1180 هــ / 1766م. علي يسار الداخل للمسجد يوجد مقصورة من الخشب مدفون بها الشيخ شعبان ويوجد المنبر علي يمين محراب المسجد ويعلو بابه حشوة كتابية مكتوب عليها «إن الله وملائكته يصلون علي النبي يا أيها الذين آمنوا صلوا عليه وسلموا تسليما».
8- مسجد النميري:-
ويقع هذا المسجد على شاطئ النيل بفوه وأنشئ سنة 1200 هــ 1785م.
9- مسجد سيدي موسى:-
ويقع بالقرب من مسجد النميري على شاطئ النيل وقد أنشئ سنة 1240 هـ / 1824 م.
10 - مسجد أبو المكارم:-
أنشأة الشيخ محمد ظهير الدين أبو المكارم بن السيد أحمد أبو المكارم الذي كان شيخا للأزهر عام 970 هـ وتوفي في مدينة فوه سنة 980 هـ. وقد أنشئ المسجد الحالي عام 1267 هـ/ 1850 في العصر العثماني. وهو مسجد محمد ظهير الدين أبو المكارم ولد عام 930 هــ التحق بالأزهر الشريف وصار شيخا له عام 970 هــ واستقال من الأزهر. وجاء فوه وفتح مشيخة الطريقة الصوفية وتوفي عام 980 هــ بالمسجد خمسة أروقة مقسمة ويتقدم محرابة شخشيخة ويتوسط مجاز القبلة شخشيخة والمحراب معقود بعقد منكسر، وعلي يمين المحراب الرئيسي محربان صغيران والمقصورة التي تتوسط المسجد والمدفون بها الشيخ أبو المكارم، فهي من الخشب الخرط المختلفة الأنواع وعلي المقصورة زخارف نباتية أما المآذنة فتقع على طابق قصير مثمن من أعلى السطح وعلي يمين واجهة المسجد بقايا غرف لإقامة الصوفية أثناء زيارتهم للمسجد.
ويقام له مولد سنوى حول المسجد وعلى طول كورنيش النيل القريب منه.
11- مسجد العمرى (سيدى عبد الله):-
وهو عبد الله البرلسى العمرى وأنشئ هذا المسجد سنة 1271هـ 1854 ومن الملاحظ أن هذا المسجد بلا مأذنة.
12- مسجد داعي الدار (سيدى عيدر):-
أنشأ هذا المسجد الحاج / شحاته محمد الطايفة سنة 1281هــ / 1864م حيث دفن به احمد داعي الدار أحد المتصوفة الذين شبوا علي الطريقة الخلوتية بفوه ودفن بالقرب من التيكة الخلوتية
13- مسجد أبو شعرة:-
أنشئ هذا المسجد سنة 1282 / 1865م ولقد فقد هذا المسجد الكثير من عناصره الآثرية بسبب التعديلات التي أدخلها عليه الأهالي.
14- مسجد الباكي:-
وهو من المساجد المعلقة وأنشئ في القرن 18/19م. والمسجد المعلق هو المسجد المرتفع مدخله عن مستوى أرضية الطريق ويصعد إليه بسلالم. وتوجد اسفله عدة حوانيت موقوفه عليه وبه باب يؤدي إلى قنطرة ينزل منها إلى ميضآة يفصل بينها وبين المسجد شارع صغير. وبالطابق السفلي في الجدار الشمالي الغربي سبيل استغل كمدفن.
15- مسجد العراقي:-
ويقع هذا المسجد على شاطئ النيل بجوار مسجد النميري ويرجع إنشاءوة إلى القرن الـ 19 الميلادي
16-مسجد الشيخ نعيم:-
ويقع هذا المسجد أمام مسجد العراقي ولكن داخل الكتلة السكانية وأنشئ في القرن الـ19 الميلادي.
17- مسجد أبو النجاة:-
وقد أنشئ سنة 8 هـ / 14م ويرجع إلى عصر الناصر محمد بن قلاوون وجدد سنة 1181هـ / م. ولم يتبق من المسجد العثماني سوى القبة وأعيد بناءة علي النظم المعمارية الحديثة. وهو يقع في مدخل مدينة فوه علي شاطئ النيل.
18 - مسجد الفقاعي:-
قد انشئ عام 1198 هــ / 1783م ولم يتبقى من عناصره الآثرية سوى المآذنة والمنبر
وقد أنشئ العديد من المساجد الحديثة مثل مسجد الفتح - عمر بن الخطاب - المعهد الدينى.... الخ.

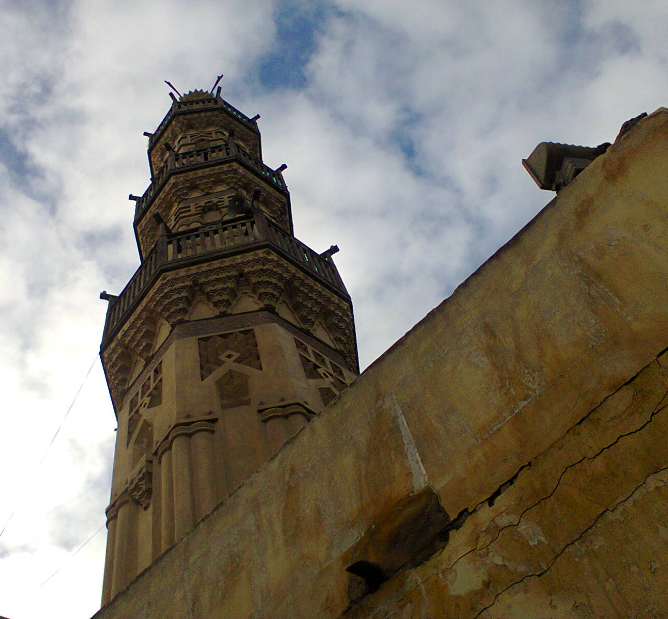
مسجد عبدالرحيم القنائي - بمدينه فوه

ويستدعي الانتباه في مساجد فوه وجود المراسيم الرخامية في مساجدها وهذا المراسيم عددها سبعة، ثلاثة منها في مسجد نصر الله واثنان في مسجد القنائي واثنان في مسجد أبو النجاة. وهي تتعرض في نصوصها السلطانية للعديد من الموضوعات كالغاء الضربية أو إبطال عادة اجتماعية معينة وأو رفع ظلم من المظالم.

## القباب
انتشرت القباب الضريحية في مدينة فوه وهذه القباب تحوى رفات بعض الصوفية وهي نوعان: نوع مدمج مع المسجد وآخر مفرد.
- القباب المدمجة: ومنها على سبيل المثال قبة أبو النجاة.
- القباب المفردة: ويوجد منها في مدينة فوه:
- قبة جزر: وتقع هذه القبة خلف مسجد اقنائي عند انبساط التل الآثري.
- قبة جزر بالجبانة (المقابر): تعتبر من أروع القباب المفردة بمدينة فوه.
- قباب (الغرباوي - ضباب - وعلي أبو شعرة).

## المنازل
يوجد بمدينة فوه العديد من المنازل الأثرية ومعظمها يرجع إلى القرن 19 ومن هذه المنازل منزل القماح ومنزل البوابين ومنزل وقف الدوبي وقد تعددت طوابق هذه المنازل ويوجد بأحد المنازل في ضلعه الغربي منور سماوي معقود بقنطرة تصل بين الجدارين الفاصل بينهما المنور وهذا المنزل يقع بالقرب من مسجد أبو المكارم واستخدام العقود في منازل فوه لم يقتصر فقط علي الأبواب الرئيسية وبعض النوافذ والمناور السماوية كما سبق أن شاهدنا ولكنه يمتد إلى استخدامها كعنصر زخرفي ففي الركن الشمالي الغربي من منزل القماح نجد كتفين بنائيين يمتدان من أسفل الركن إلى الطابق الأخير بالمنزل يحصران بينهمها تجويف نصف مستدير معقود في أعلاه بعقد مدائني محدد بالطوب المنجور ومن الظواهر الملفته للنظر في منازل فوه رواشن الواجهات الرئيسية وهي من الخشب وتبرز عن الواجهة وقد تعدد بتعدد الطوابق العلوية وفي بعض الأحيان نجد روشنان متجاوران وهذه الرواشن تماثل تلك الموجودة في منازل جدة الأثرية بالسعودية.
ولم يتسني دخول أحد هذه المنازل لمعرفة نظامها المعماري من الداخل لكون معظمها أما مملوكا للأهالي أو مؤجرا لهم من قبل الأوقاف.
ربع الخطابية:
تعتبر الرباع من المنشآت التي انتشرت في العمارة الإسلامية ووظيفته (صورة رقم 24) تقارب وظيفة الخان وربع الخطابية يقع في مواجهة مسجد أبو المكارم وللربع واجهتان تطلان علي شارعين، رئيسيين فالواجهة الشرقية تطل على ميدان أبو المكارم والشمالية على شارع الوكالة وهو يتكون من ثلاثة طوابق الطابق الأرضي عبارة عن مخازن واصطبلات، ويوجد بابان للربع الأول ويقع في الواجهة الشرقية يصعد إليه بسلم بطرفين كل طرف من ثلاث درجات حجرية ويلتقي الطرفان ببسطة يليها عتب الباب الجرانيتي والباب له خوخة تتوسطه وهو على غرار أبواب منازل رشيد الأثرية أما الباب الثاني ويقع في الواجهة الشمالية وهو باب بسيط معقود وهو يؤدي إلى سلم الخدم ونلاحظ أن زاوية المنشأة الشمالية الشرقية مشطوفة ومدعمة بحجر الجرانيت ويعلوها حطات من المقرنصات.
ومن الباب الرئيسي نصعد 15 درجة إلى بسطة على يسارها باب يؤدي إلى حجرة مستطيلة كانت على مايبدو تستخدم كمخزن بضلعها الشرقي نافذتان من الخشب الخرط الصهريجى المائل والجدار الغربي لهذه الحجرة تهدم مؤخرا وقد كشف سقوطه عن شبكة من مواسير الفخار الأبيض لتصريف المياة بالربع أما الباب الذي على يمين فيؤدي إلى القاعة استقبال وبحطائطها الشرقي 4 شبابيك من الخشب الخرط الصهريجي المائل اثنان علويان واثنان سفليان.
وعلى يسار الحائط الشمالي من القاعة دخلة عميقة شغلت بدكة ترتفع عن أرضية القاعة تستخدم لجلوس الزوار وهذه الدخلة تسقف نصف السلم الصاعد من الطابق الأرضي إلى الطابق الأول وعلي يمين الحائط الغربي من القاعة باب يؤدي إلى ممر وفي مواجهة الباب السابق باب يؤدي إلى مرافق الربع من دورة مياه ومطبخ وغيرها وعلي يمين المرافق في الجدار الشمالي باب يؤدي إلى سلم الخدم، أما الممر يلي قاعة الاستقبال فهو يمتد من الشمال إلى الجنوب علي يمينه غرفتان وعلى يساره غرفتان وهذه الغرف تستخدم للمبيت وينتهي الممر بشباك من الخشب الخرط الصهريجي المائل يطل على الشارع.
ونعود مرة أخرى إلى السلم لنصعد إلى الطابق الثاني وذلك بدرج من السلم الصاعد للطابق الأول نصعد منه لنجد بابين الأول على اليسار وكان يؤدي إلى حمام ودورات مياه الطابق الثاني وهذه الأجزاء كلها فقدت ولم يتبقي منها الا أشياء بسيطة والباب الثاني في مواجهة الصاعد ويؤدي هذا الباب إلى در قاعة مستطيلة تمتد من الشرق إلى الغرب في غربها باب يؤدي إلأي حجرة صغيرة ترتفع بارتفاع نصف حائط الدرقاعه حيث يعلوها حجرة أخرى وهو مايعرف في مصطلحات وثائق العصر المملوكي باسم (المسترقة) وفي مواجهة باب الدخول إلى الدرقاعة باب بالحائط الشمالي للدرقاعى يؤدي إلى حجرة النوم في حائطها الجنوبي دولابان من الخشب يشابهان الدواليب الحائطية بمنازل رشيد العثمانية وبهذه الحجرة العديدة من النوافذ ذات الخشب الخرط المتعدد الأنواع وبمنتصف الحائط الغربي من هذه الحجرة باب يئدي إلى حجرة صغيرة كانت تستخدم لخزن متعلقات النوم ونعود إلي الدرقاعة حيث نجد في نهاية حائطها الجنوبي باب يؤدي إلي غرفة مربعة هذه الغرفة بحائطها الشرقي مستويين من النوافذ أثنان سفليان كبيران والعلويان صغيران وهم من الخشب الخرط علي يمين الحائط الغربي من الغرفة باب على يمينه سلم له درج نصعد منه إلي سطح المنشأة مع ملاحظة أن سقف الطابق الثاني قد فقد نصفه تقريبا وهذا الطابق أرضيته تبرز عن الطابق الأول في الواجهة الشرقية (أنظر صورة رقم 24) على كوابيل خشبية، أما سقف الربع فقد عمل من عروق خشبية تسير على الجدران وقد استبدل المعمار هنا الألواح الخشبية التي تعلو هذه العروق بصفوف من البوص تعلوها دكة من مواد مختلفة فالأرضية الحجرية والربع يشابه في بنيانه منازل رشيد الأثرية.
وكالة ماجور
تقع هذه الوكالة خلف ربع الخطابية وهي الوكالة الثانبة المتبقية في الوجه البحري بعد وكالة السلطان الغوري بالمحلة الكبري ويتوج حجر الباب الرئيسي عقد بيضاوي (اهليجي) وبوسط حجر المدخل الباب وهو باب له خوخة يعلوه عتب من الخشب به نص التأسيس:
ونص التأسيس هنا يتكون من سطرين كل سطر مقسم إلي نصفين بواسطة بواسطة اطارات محفورة في الخشب ومن المعتاد في نصوص التأسيس أن كل نصف يكلمه في المعني النصف الذي يليه في السطر نفسه ولكن نص التأسيس هنا كل نصف سطر علوي يكمله نصف السطر السفلي في المعني ونص التأسيس الخاص بالوكالة نصه:

1- بسم الله الرحمن الرحيم أنشأ هذا المكان المبارك
2- نصر من الله وفتح قريب الفقير / حسن أحمد ماجور سنة 1265هـ
وعلي يسار الباب الرئيسي باب كبير من فردتين (ضلفتين) زخرفا بالحفر المشكوف بأشكال المعقلي العدل يحيط بها معينات متتالية محفورة كاطار زخرفي لها.
والوكالة في حالة سيئة من الحفظ كالربع وهي مغلقة ولا تستخدم حاليا في أي غرض من الأغراض.
سبيل حسين
كان من المعتقد إلي وقت قريب أن جميع الاسبلة العثمانية بالمنازل قد اندئرت بمدينة فوه غير أنه لحسن الحظ اكتشف نص تأسيس سبيل من الرخام بأحد منازل فوه وهذا النص يتكون من خمسة أسطر وقد فقد السطر الأول بعض كلماته ويقرأ النص كما يلي:
1- (ياشاريا) من كاس الكرامة و........
2- لحسين دوام الخير سرمدا، فيه نال من الله
3- أجرا، ومن الأنام حمدا وشكرا، جاد الله له بالعفو
4- تفضيلا، وسقاه من الجنة كاسا كان مزاجها زنجبيلا
5- عينا فيها ستة 1297 تسمي سلسبيلا
والنص مؤرخ بسنة 1297 هـ / 1879م وهو متأخر نسبيا وأما عن نوع الخط المكتوب به فهو مكتوب بالحفر البارز على الرخام بخط النستعليق (الفارسي) ويفضل بين كل جملة وأخرى زهرة السوسن المعممة (انظر شكل رقم 7).
مصنع الطرابيش :
في 26 شوال سنة 1240 هـ / 1824م (87) صدر الأمر من محمد على باشا إلي ناظر فوه أحمد أغا بإعلامه بما استقر عليه الرأي من تأسيس معمل الطرابيش في حديقة الأمير محمود بالجانب الغربي من فوه وأنه قد أرسل مايلزم لذلك من نجارين وأخشاب ومكابس وغيرها من الأدوات اللأزمة للأنشاء وقد أمر محمد على باشا بسرعة إتمام ذلك المصنع.
وقد استحضر أخصائي مغربي من تونس اسمه محمد المغربي للأسراف على إنشاء هذا المصنع وقد تحرر إلية في 14ذي القعدة سنة 1240هـ / 1824م بما نصه: من محمد على باشا إلي ناظر فابريكة الطرابيش بفوه محمد المغربي بإعلامه بأن كتب إلي محافظ دمياط بخصوص إرسال مايلزم من الخشب السنديان اللازم لمصنع الطرابيش وأنه إذا لم يوجد فيشتري من حيث يوجد (88).
وهذا المصنع ما زالت بعض بقياه قائمة إلي الآن علي شاطئ النيل بمدينة فوه وهي : المدخل الرئيسي وهو مبني من الحجر ومحلي بكرانيش عريضة ذات طيات تنتهي من أسفل بعقدين مسننين ويكتنفه من جانبيه صفتين معقودتين (عقدين مصمتين) يربطهما بالباب كرنيش واحد يحيط بالجميع وعرض هذا الجزء 14م، وباجتياز المدخل الرئيسي نري بابا آخر عرضه 6م مبني بالحجر ذو عقدين مستديرين يعلوان بعضهما الأسفل منهما مسنن يحيط به جفت ثم يعلوه شباك ويحيط بالعقدين إفريز زخرفي وقد تهدم الجزء العلوي من الباب الداخلي، والواجهة الداخلية لهذا الباب مبنية بالطوب المنجور الشائع بتلك المناطق ثم نجد فضاء شاسعا بعد ذلك.
وعلى يمين المدخل الرئيسي نري مبني مستطيل مسقف بسقف جمالوني من الخشب بواجهته صفين من النوافذ السفلية مستطيلة والعلوية معقودة. ونتيجة لحفائر منطقة آثار وسط الدلتا سنه 1976 بمنطقة مصنع الطرابيش تم وضع تصور كامل للتخطيط المعماري لهذا المصنع وهو كما يلي:
البوابة الرئيسية على النيل كانت مدخلا لكبار العاملين، ويقع المدخل الرئيسي بين البوابيتين الرئيسية والداخلية، وهذا المدخل يؤدي إلي ممر يكتنفه حجرتان، اليمني كانت تستعمل في الأعمال الإدارية، واليسرى كانت بمثابة غرفة كبيرة للاستقبال، ثم بعد الغرفتين صالة كبيرة كانت تستخدم كعنابر لكبس وصناعة المواد الخام اللازمة للطرابيش، وكانت هذه العملية تتم بطريقة آلية ويدوية حسب نوع العمل، وإلي جانب العنابر توجد حجرات مولدات القوي الخاصة بتشغيل ماكينات الصناعة، ومنها ماكينة الديزل وكانت تزن حوالي ثمانية أطنان وجميع أجزائها من الحديد الصلب والنحاس، وهذه الماكينة كانت تثبت فوق قاعدة خرسانية بمسامير ضخمة، وأمام هذا الجزء توجد حجرة أخرى كانت لحفظ الزيوت اللازمة لتشغيل الماكينة، وبجوارها بئر مبني من الطوب الأحمر ومكون من غرفتين مقبيتين، كما توجد قناة صغيرة مغطاه بألواح من الأشجار تصل بين الخزان والبئر، أما عنابر الصناعة فهي عبارة عن غرف بها أساسات الأحواض التي تستعمل كمغاطس للصباغة وهي التي كانت تصبغ فيها الطرابيش ثم بعد هذه المنطقة توجد المنطقة الأخيرة وهي تمثل أماكن راحة العمال.
كما ثم العثور على قناة كبيرة تمتد بمحاذاة البوابة الرئيسية للمصنع ثم يقطعها إلي الأمام الطريق العمومي على النيل وأمامها وبعد كورنيش النيل مباشرة يوجد قبوان بالطوب الأحمر يرجعان إلى نفس تاريخ المصنع الأمر الذي يرجع معه:
أولا: أن هذه القناة الكبيرة كانت تمر بها القوارب من النيل إلي داخل المصنع محملة بخامات الصنع حيث تحمل الطرابيش ثم تعود لتفرغ حمولتها في السفن الراسية في النيل أمام المصنع، ويرجع أن هذا الجزء الذي ما زال مبنيا في النيل جزء من مرسي هذه السفن.
ثانيا: ان هذا الجزء المبني في النيل به فتحة لمرور المياه ألي داخل المصنع حيث البئر والخزان (89).
ويرجع بورنج سبب اختيار محمد على فوه لاقامة هذا المصنع إلي أن موقعها ملائم من ناحية المواصلات في ذلك الوقت (90) ويذكر كلوت بك أن هذا المصنع قد نجح عند إنشائه نجاحا باهرا لأنه ينتج مصنوعات جيدة بأيسر تكلفة وقد صنعت تحت مباشرة تاجر من المغاربة واستدعي صناعها من حاضرة تونس المشهور بصناعة الطرابيش على اختلاف أنواعها، أما الصوف المستعمل لصنع الطرابيش فيستورد من أسبانيا (91) وكان كل طربوش يصنع من خيط واحد لا من خيوط متعددة، وبغير ذلك لا يمكن كبسه جيدا، وعندما توضع الطرابيش في المكبس تترك به ثلاثة أيام بلياليها مع صب الماء المغلي عليها باستمرار، ثم يصب عليها مخلوط الصابون الذي يصنع في الفابريقة نفسها (أي مصنع الطرابيش), ثم تمر في الماء البارد لتنظيفها وكانت الطرابيش تصبغ بالقرمز والعفص والطرطير (92).

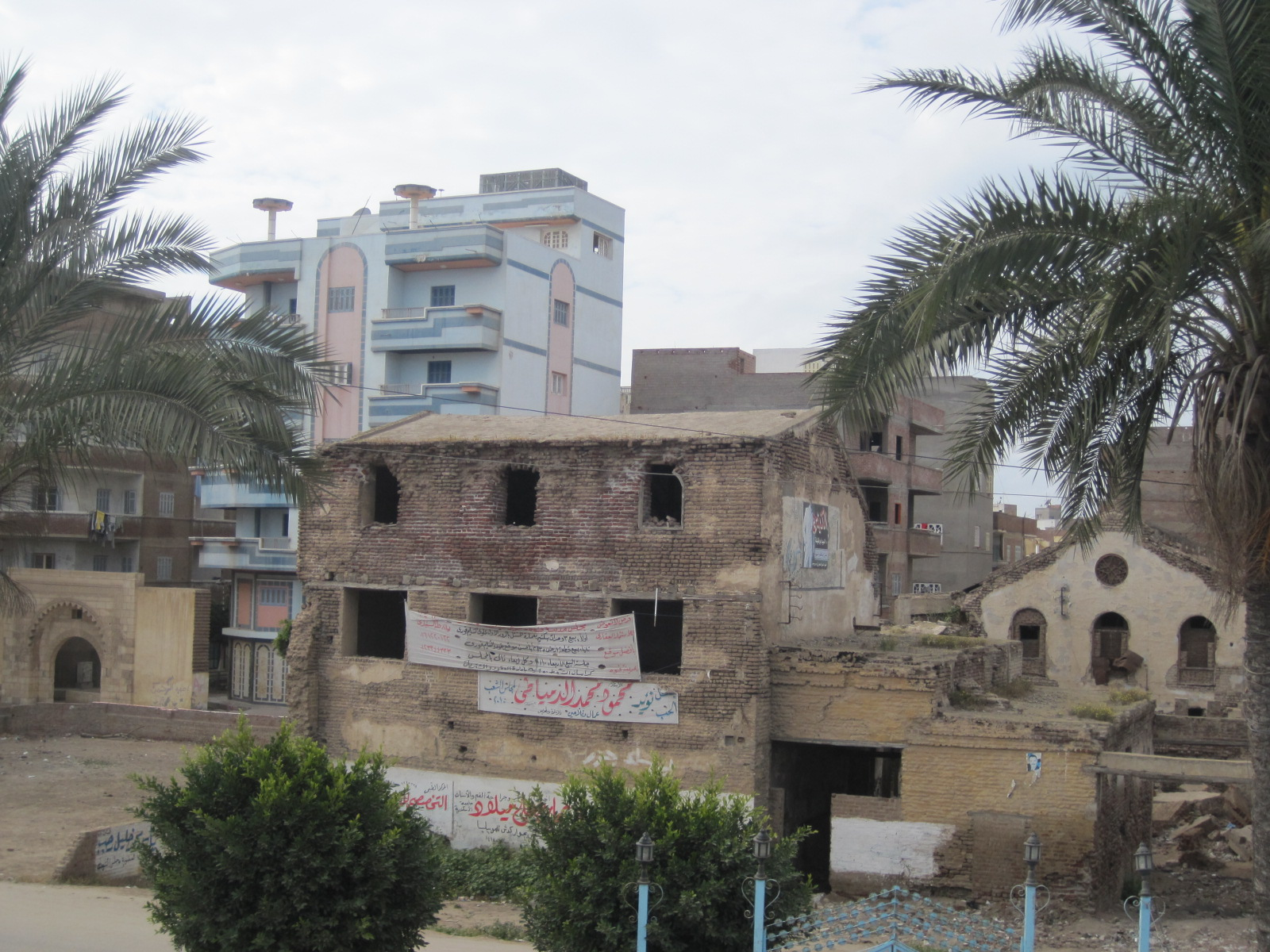
جزء من مصنع الطرابيش بمدينه فوه- مصر

وكلما تعلم العمال المصريون وإزدادوا خبرة كلما نما المصنع وكان المصنع ينتج في عام 1837م – 120 طربوش في اليوم – ويري بورنج (1837م) أن هذا المصنع قد يلحق بمصانع تونس أضرارا في نهاية الأمر لأن الطرابيش التونسية لا تستطيع الصمود أمام الطرابيش المصرية، كما أن قربها من البلاد التي تقبل على شرائها يحول دون دفع الرسوم الجمركية ونفقات النقل (93) وكان إنتاج هذا المصنع مخصص للجيش المصري والإنتاج الذي يزيد عن حاجة الجيش يباع إلي تجار مصر. ويوجد محلج للقطن بجوار مصنع الطرابيش يرجع لنفس العصر (94).
مصنع غزل القطن
كان يوجد بفوه مصنعين لغزل القطن يرجعان إلي عصر محمد على بهما خمسة وسبعون دولابا وأربعون مشطا وتدير آلاتهما 16 ثورا وفيهما آلات لغزل الخيوط الدقيقة (95).
ولم يتبقي من هذين المصنعيين سوي مصنع واحد على النيل معروف باسم مصنع الجوخ، لم يبق منه الآن سوي البوابة الرئيسية وقد شيدت من الحجر الجيري وإتساع فتحة عقدها خمسة أمتار والعقد ذا أربع طيات وكان يكتنفه صفتين (عقدين مصمتين) مثل مصنع الطرابيش، وقد أطلق أهالي فوه علي هذه البوابة اسم بوابة مالطة، كان إنتاج هذا المصنع يصدر جزء منه إلي أوروبا.
وكان لإنشاء مصنع غزل فوه الفضل الكبير في انتشار صناعهة الجوخ والكليم بفوه فنجد أبناء فوه يتدربون على الأنوال ويصنعون الكليم والسجاد وغيرهما، بل إننا نجد في فوه قاعات خصصت لصناعة الكليم منها ما هو يرجع إلي القرن 19م كقاعة ب الرميلي بالقرب من مسجد الدوبي وهي قاعة مستطيلة يسقفها سقف من عروق خشبية بوسطه ملقفان للضوء والهواء والسقف محمول على أعمدة خشبية والباب الرئيسي للقاعة بالضلع الشمالي منها وهو معقود وتتراص الأنوال على جانبي القاعة، وأغلب أهالي فوه يخصصون الطابق الأول من منازلهم لأنوال نسيج الكليم اليدوي
أما عن آثار فوه المندثرة فقد هدم حمامات أثريان عام 1978م كانا يقعا خلف مسجد القنائي، وقد إقيم أحدهما عند حافة التل الأثري فسمي بالحمام (التحتاني) والآخر عند انبساط التل فسمي بالحمام (الفوقاني) وهذان الحمامان كانا يتشبهان من الناحية المعمارية مع حمام عزوز برشيد وهو كان أيضا يجاور المسجد الرئيسي للمدينة (مسجد زغلول).
ولقد تبقي لنا نموذج واحد من المزاول (الساعات الشمسية) بمساجد فوه ما زال محفوظا في الجدار الجنوبي بمئذنة مسجد القنائي على يسار باب المئذنة المؤدي إلي السطح وقد حفر الصانع في وسط الجزء العلوي من المزاولة اسمه داخل مثلث وهو كما يلي: (عمل ـ مصطفي ـ ابن محمد الخواجة ـ الرشيدي ـ بلدا) ويلاحظ اعتزاز الصانع ببلدته رشيد، وعلى جانبي المزاولة إلي أسفل داخل نصفي دائرة نقش الصانع تاريخ صناعة هذه المزولة فعلي اليمين (في غرة شهر رمضان) وعلي اليسار (سنة 1252هـ)،
أرسل محمد على مجموعة (97) من الصناع إلي فرنسا لتعلم صناعهة الساعات وصنعوها ومنها ساعة بمسجد أبو المكارم اسمها السيد البدوي (ماركتها) وكتب عليها أسفل قرص الساعة – Egypte - Caire - عليها زخارف ملونة على الخشب ومحفورة حفرا بارزا والساعات من القطع الأثرية القيمة والمحغوظة إلي الآن بمساجد فوه الأثرية وهي ترجع للقرن 19م ومما ساعد على حفظها أن كل واحدة منها وضعت في دولاب حائطي بحائط القبلة ومغلق عليها وهي غير مستعملة الآن ومنها الساعات المحفوظة في مساجد نصر الله والقنائي والعمري والنميري

## الآثار المنقولة
أولا: الآُثار المنقولة لمتحف الفن الإسلامي:
مشكاتان من الزجاج المموه بالمينا عليهما زخارف وآيات قرآنية يرجعان إلي القرن الثامن / الرابع عشر الميلادي...
ومن الطريف أنهما كتبا عهدة علي مسجد أبي النجاة بمبلغ خمسمائة مليم تحت عنوان قنيدلان بسلاسل ويرجعان إلي عصر الناصر محمد قلاوون.
ثانياً: الآثار المنقولة لمتحف طنطا :
عن الآثار المنقولة فيحتفظ متحف الفن الإسلامي بالعديد من التحف الرائعة والتي حفظت به منذ النصف الأول من هذا القرن ومن هذه القطع الرائعة مشكاوتان في المسجد والذي كان قد جدد عام 1181هـ / 1767م (وفي زيارتي للمسجد سنة 1930 عثرت فيه على مشكاتين من الزجاج المموه بالمينا عليهما زخارف وآيات من القرآن يرجعان إلي القرن الثامن الهجري الرابع عشر الميلادي أودعتا متحف الفن الإسلامي ومن طريف ما يذكر أنهما كتبا على عهدة المسجد بمبلغ خمسمائة مليم تحت عنوان قنديلات بسلاسل (96) وهاتان المشكاتان ترجعان إلي عصر الناصر محمد بن قلاوون.
ويحتفظ كذلك متحف طنطا بالعديد من القطع الأثرية الرائعة التي وجدت بفوه منها شاهد قبر خاص بقاضي فوه يعتبر هذا الشاهد وثيقة تاريخية وفنية لها قيمتها ودلالتها وهو محفوظ في المتحف برقم 1345 وهو الرخام ويتكون من 7 أسطر بالخط النسخ ونصه:
1- هذا قبر المرحوم
2- مصطفي أفندي المتوفي
3- إلي رحمة الله وتعالي
4- قاضي فوه... بقا..
5- ابن المرحوم محمد أفندي
6- رجيحون فاتحة
7- توقي في شهر ربيع الآخر سنة 1192هـ.
هناك العديد من القطع الآثرية الرائعة التي وجدت بمدينة فوه منها شاهد قبر خاص بقاضي فوه،
وثيقة تاريخية وغنية لها قيمتها ودلالاتها وهو محفوظ في المتحف في طنطا.
ولقد تبقي نموذج واحد من المزاول (الساعات الشمسية) محفوظا في الجدار الجنوبي لمئذنة مسجد القنائي....
فقد أرسل محمد علي مجموعة من الصناع المهرة إلي فرنسا لتعلم الساعات فصنعوا العديد منها ساعة بمسجد أبو المكارم وكذلك مساجد نصر الله والقنائي والعمري والنميري وترجع صناعتها للقرن 19 الميلادي. وفي أثناء الحفائر التي قامت بمها منطقة آثار الدلتا في موقع مصنع الطرابيش بفوه عثر علي العديد من القطع الآثرية منها بعض القطع الفخارية المطلية وبعض أجزاء من القلل ومجموعة من المباخر الصغيرة والمسارج والشبك وقالب من الفخار على شكل طربوش مفرغ به ثقب من أعلي يرجح أنه استخدم كقالب يوضع ريشد فوقه الطربوش.

## من مشاهير مركز فوه
- سعد زغلول

- توضيح بالنسبة لسعد زغلول -
هو من مواليد قرية أبيانة وهذة القرية تابعة الآن لمركز مطوبس لكن عنما ولد سعد زغلول كانت مطوبس مجرد قرية تابعة لمركز فوه بل وكانت محافظة كفر الشيخ لا وجود لها وكانت تابعة لمديرية الغربية التي كانت فوه أحد مراكزها. وانفصل مركز مطوبس عن مركز فوه بالقرار الوزارى رقم 1196 لسنة 1974.
- الدكتور محمد خليل عبد الخالق: خبير في الطب ومخترع علاج البلهارسيا

من مواليد قرية السالمية مركز فوه. مخترع دواء الفؤادين لعلاج البلهارسيا. كان أستاذاً لعلم الطفيليات بكلية طب القصر العيني جامعة القاهرة.
- الأستاذ الدكتور أحمد خليل عبد الخالق: من مواليد قرية السالمية مركز فوه. شقيق الأستاذ الدكتور محمد خليل عبد الخالق من الرواد الأوائل في طب الأطفال إن لم يكن رائداً لهم

3- الشيخ محمد عبد الرحمن بيصار شيخ الجامع الأزهر الأسبق
ولد في قرية السالمية مركز فوه في 20 أكتوبر عام 1910م. حفظ القران الكريم ثم التحق بمعهد دسوق الديني ثم معهد طنطا ثم معهد الإسكندرية. تخرج في كلية أصول الدين بتفوق عام 1939 ثم التحق بالدراسات العليا ثم حصل علي العالمية بدرجة أستاذ عام 1945م.
- في فبراير 1946 عين مدرسا بكلية أصول الدين.
- حصل علي درجة الدكتوراه في الفلسفة العامية.
- في عام 1955 عين مديرا للمركز الثقافي الإسلامي بواشنطن.
- في عام 1978 عين وزيرا للأوقاف وشئون الأزهر.
- في عام 1979 عين شيخا للأزهر.
- منح قلادة الجمهورية عام 1981.
- منحته جامعة ماليزيا درجة الدكتوراه الفخرية عام 1981م
- الدكتور علي باشا إبراهيم:

أول من ادخل نظام التأمين الصحي ومدير جامعة فؤاد الأول (جامعة القاهرة حاليا)
ومنح وسام لازار الإيطالي وقلادة النيل عام 1973 وجائزة الدولة التقديرية عام 1989م
5- الشهيد محمد لبيب عاطف السمدوني
مهندس مقدم التحق بالجيش وكان زميلا للرئيس الراحل جمال عبد الناصر والمشير عبد الحكيم عامر والصاغ كمال الدين حسين. اشترك في حرب فلسطين سنة 1948م. استشهد في المعركة بعد أن أدي ما عليه من واجب واطني والشهيد كان من الضباط الأحرار وقد قال عنه الرئيس الراحل عبد الناصر أن الشهيد السمدوني لن أنساه فقد كان زميلاً لي ومناضلا ومن أوائل الضباط الأحرار في مصر الذين روت دمائهم شجرة الثورة.
6 - سعد عبد المجيد اللبان
ولد بقرية سنديون مركز فوه. تخرج من كلية دار العلوم عام 1918م. عمل بالمفوضية المصرية في المدة من 1924 الي 1927 وأتم دراسة الأدب في جامعة السر بون خلال تلك الفترة. انتخب عضواً بمجلس النواب أعوام 1938، 1942، 1944.
تولي وزارة المعارف في عهد الثورة من 24/7/1952 الي 6/9/1952م. اجاز دخول الدور الثاني في سبتمبر 1952 لجميع الراسبين والمتخلفين من تلاميذ المدارس الثانوية وما في مستواها بصرف النظر عن المواد التي رسبوا فيها. في عهده عين مديرا للصحة المدرسية لأول مرة وشكلت لجنة لتنظيم التدريس بالمدارس الثانوية.
7– مصطفى مرعي
- شيخ المحامين.
- ولد في برج مغيزل مركز فوه عام 1902 م.
- عُين وزيراً للدولة عام 1949م ثم عُين عضواً بمجمع اللغة العربية 1973.
- ألف كتاب بعنوان الصحافة بين السلطة والسلطان.
- توفي في 8/11/1987 م.

8- بهي الدين "باشا" بركات
ولد بقرية منية المرشد مركز فوه - مطوبس " حالياً. عين وزيرا للمعارف مرتين الأولي من 1/1/1920 الي 19/6/1930 والثانية من 20/12/1937 إلي 26/4/1938م. وضع خطط الدراسة بالمدارس الابتدائية والثانوية وعني بمناهج التعليم. افتتح الإذاعة المصرية في يناير 1938م. شكلت في عهده لجنة لتيسير قواعد النحو والصرف حتي يستسيغ الطلبة الدراسات العربية. وضع نظاماً للقبول بمعهد التربية العالي للمعلمين عام 1938م.
9- الأستاذ / عصام النجار
رئيس الجهاز المركزي للتنظيم والإدارة
10- د / محمد عبد السلام المزين
نائب رئيس جامعة الأزهر
والجدير بالذكر انه كان هناك أيضا الأخوة الأقباط يعيشون في فوه ومن أشهرهم:
يوساب أسقف فوه
عاش الأنبا يوساب أسقف فوه الملقب بابن المبارك في القرن الثالث عشر الميلادي في عصر الأيوبيين، وكان معاصرًا للبابا كيرلس الثالث البطريرك الـ 75.
قضى سنيّ رهبنته في دير الأنبا يوأنس ببرية شيهيت، وكرس حياته للتعبد والدراسة وخدمة اخوته الرهبان، فأحبوه وانتخبوه وكيلاً لديرهم لِما عُرِف عنه من الاتزان والقدرة على حل المشاكل. كان يشغل هذه الوكالة حينما ذهب البابا كيرلس ليكرس الميرون في دير الأنبا مقاريوس الكبير. وقد أُعجب به البابا كيرلس يومذاك وقدره، فرسمه أسقفًا عندما خلا كرسي فوه سنة 1235م لِما عُرِف عنه من صفات التقوى بالإضافة إلى العلم. بعد سنوات لما اجتمع المجمع لينظر في أمر البابا كيرلس بسبب استخدامه السيمونية. كان الأنبا يوساب ضمن من حضروا المجمع وكان مناصرًا للشعب، فرجا البابا أن يعدل عن خطته. ومما يُذكَر بالفضل لهذا الأسقف هو نشاطه الطائفي في حياة البابا كيرلس الثالث واختيار خليفته البابا أثناسيوس الثالث المعروف باسم كليل. كتب الأنبا يوساب سير البطاركة السكندريين، وغيره من الكتب التي تبحث في تعاليم الكنيسة، ولا تزال مؤلفاته متداولة بين الأقباط. وقد عمَّر الأنبا يوساب طويلاً.